# 753 f.Kr.
| 753 f.Kr.          |
| ------------------ |
| Dødsfald - Fødsler |

## Begivenheder
- 21. april – Rom bliver efter sagnet grundlagt af Romulus og Remus. Udgravninger viser dog at området på dette tidspunkt allerede har været beboet i adskillige århundreder.

## Sport
| År | Spire Denne artikel om et år, årti, århundrede eller årtusinde er en spire som bør udbygges. Du er velkommen til at hjælpe Wikipedia ved at udvide den. |